# Storfjärden, Korsholm
Storfjärden är en fjärd i Finland.   Den ligger vid Replot i landskapet Österbotten, i den västra delen av landet, 400 km nordväst om huvudstaden Helsingfors.